# 魯爾區德比
魯爾區打比（德語：Revierderby）是指德國的兩家球隊多特蒙德和沙爾克04之間的比賽。兩家球隊都位於北萊茵-威斯特法倫的魯爾區，之間的距離只有30公里不到，且都是德國足球傳統強隊，之間的比賽向來以激烈著稱。多特蒙德和沙爾克04的首次對陣是在1925年5月3日，沙爾克04以4-2取勝。
其他魯爾區球隊之間的當地德比（例如波鸿，MSV杜伊斯堡或红白埃森）通常被稱為「小魯爾德比」。

## 歷史

### 1925–1936年：早期競爭淵源
兩隊宿怨始於1925年5月3日的首次交鋒，沙爾克04以4比2擊敗多特蒙德。當時沙爾克的戰術風格被媒體形容為「以短傳、平傳在球員間流轉的『游走式傳球』」，此獨特體系隨後被冠以「沙爾克陀螺」（Schalker Kreisel）之名，成為球隊標誌性打法。在1925至1927年間，沙爾克04對多特蒙德保持全勝紀錄，三場對決均告捷。此後因德國足球聯賽體系變革，雙方直至1936年大區聯賽（Gauliga）成立後才再度交手。這段早期對抗不僅奠定兩隊競爭基調，更反映威斯特法倫地區工業城市間足球文化的初步碰撞——沙爾克憑藉體系化戰術崛起，而多特蒙德則在後續發展中逐步構建反制策略。

### 1936–1944年：大區聯賽時期
1936年大區聯賽成立後，多特蒙德與沙爾克04間的激烈競爭正式成形。此階段沙爾克堪稱德國足壇霸主，其隊史至今七次德國頂級聯賽冠軍中有六次（1933-1945年間）及一座盃賽冠軍均於此時期斬獲。沙爾克在初期對決中展現壓倒性優勢，14場比賽中取得14勝1和1負的絕對戰績，直至1943年11月14日才由多特蒙德球員奧古斯特·倫茨（August Lenz）攻入致勝球，助球隊以1比0首度擊敗沙爾克。  
此八年間，沙爾克共計攻入68球，場均進球達4.25顆，而多特蒙德僅入11球。兩隊懸殊戰績不僅反映沙爾克戰術體系的成熟（如「沙爾克陀螺」傳控體系），亦揭示多特蒙德在資源與青訓上的劣勢。這段時期的競爭為戰後「魯爾區德比」的仇恨情緒埋下深層歷史根源。

### 1945–1947年：戰後重建期
二戰結束後，多特蒙德於1947年5月18日在黑尔讷舉行的威斯特法倫地區冠軍賽決賽中以3比2力克沙爾克04，終結對手長達二十年的區域統治。此役不僅是兩隊戰後首次正式交鋒，更標誌著權力版圖轉移——多特蒙德憑藉更高效的進攻體系與年輕化陣容，成功突破沙爾克傳統的「陀螺式」控球戰術。

### 1947–1963年：西部聯賽時期
隨著德國足球西部聯賽進入（Oberliga）時代，多特蒙德迎來全面崛起。在1947至1963年間的32場魯爾區德比中，多特蒙德取得15勝10和7負的優勢戰績，並三度奪得西部冠軍（1956、1957、1963），逐步奠定全國強隊地位。

### 1963年–現今：德甲與德國盃時期
1963年德甲的創立標誌著多特蒙德繼續其勝利之路，在前10次交鋒中贏得了8場。1968年4月20日，沙爾克以1-0的勝利迎來了運勢的轉折，而多特蒙德則開始走下坡路。1972年3月4日，多特蒙德以0-3敗北，隨後降級，兩隊直到1975年才再次交手。
多特蒙德重返德甲後，1977年11月5日，洛塔爾·胡貝爾（Lothar Huber）在第87分鐘的進球為多特蒙德帶來了近十年來對沙爾克的首場勝利。接下來的幾年屬於多特蒙德，他們贏得了11場比賽，而沙爾克僅贏得6場，最終在1988年12月9日的德國盃比賽中以3-2獲勝。沙爾克在1987-88賽季降級，導致兩隊直到1991-92賽季才再次交手。
沙爾克的下一次「魯爾德比」令人印象深刻。沙爾克在重返德甲後的前四場比賽中僅打入三球，多特蒙德似乎有望延續其成功。1991年8月24日，在超過70,000名球迷面前，前多特蒙德中場球員英戈·安德布呂格（Ingo Anderbrügge）在第2分鐘進球，使沙爾克以1-0領先。然而多特蒙德在第36分鐘扳平比分，上半場以1-1結束。下半場，沙爾克爆發，以5-2震驚多特蒙德。儘管如此多特蒙德在該賽季的整體成功掩蓋了這場失利，他們在接下來的「魯爾德比」中以2-0獲勝，並在該賽季以積分相同但淨勝球劣勢屈居第二，輸給了斯圖加特。
接下來的幾年，沙爾克自1991年以來保持著微弱的優勢，贏得了11場比賽，平局14場，輸掉8場。儘管沙爾克在最近的「魯爾德比」中表現出色，包括自1999年以來僅輸掉五場（截至2012年4月14日），但多特蒙德在這一時期的整體成功中佔據優勢，贏得了五次德甲冠軍（1994-95、1995-96、2001-02、2010-11和2011-12）、一次德國盃（2012）、一次歐洲冠軍聯賽（1997）和一次洲際盃（1997），而沙爾克則贏得了一次歐洲聯盟盃（1997）和三次德國盃（2001、2002和2011）。
近年來，首次德甲德比在免費電視上直播（2004年1月，由ARD播出），以及多特蒙德的兩場著名勝利。其中一場在2005年，結束了沙爾克在德比中近七年不敗的紀錄，而另一場在2007年5月，幾乎具有創傷性的意義，因為沙爾克在賽季倒數第二天在多特蒙德輸掉了德比和保持了三個月的聯賽領先地位。每次勝利後，多特蒙德都前所未有地出售特別裝飾的複製球衣以紀念這一時刻。2008年，多特蒙德球迷團體慶祝沙爾克五十年無聯賽冠軍。

## 對賽統計
最後更新：2023年3月11日
| 比賽               | 年份            | 比賽數 | 勝場   | 勝場     | 平局 | 進球数 | 進球数   |
| 比賽               | 年份            | 比賽數 | 沙爾克 | 多特蒙德 | 平局 | 沙爾克 | 多特蒙德 |
| ------------------ | --------------- | ------ | ------ | -------- | ---- | ------ | -------- |
| 德国足球甲级联赛   | 1963–           | 100    | 32     | 37       | 31   | 139    | 161      |
| 西部聯賽           | 1947–1963       | 32     | 7      | 15       | 10   | 46     | 63       |
| 西法倫高盧甲組聯賽 | 1936–1944       | 16     | 14     | 1        | 1    | 84     | 11       |
| 德国足协杯         | 1975–2000       | 6      | 3      | 2        | 1    | 10     | 9        |
| 德國超級盃         | 2011            | 1      | 0      | 0        | 1    | 0      | 0        |
| 德國足球協會聯賽盃 | 2001            | 1      | 1      | 0        | 0    | 2      | 1        |
| 其他比賽           | 1925–1927, 1947 | 4      | 3      | 1        | 0    | 15     | 7        |
| 競技比賽           | 競技比賽        | 160    | 60     | 56       | 44   | 296    | 252      |
| 表演賽             | 1926–2006       | 24     | 11     | 9        | 4    | 46     | 35       |
| 總計               | 總計            | 184    | 71     | 65       | 48   | 342    | 287      |

## 外部連結
- Dortmund vs. Schalke page on footballderbies.com
- BVB Dortmund official team site （页面存档备份，存于） (in German, English and Chinese)
- FC Schalke 04 official team site （页面存档备份，存于） (in German, English and Russian)
- German football statistics and information （页面存档备份，存于） (in German)